# Zázraky se nedějí
Zázraky se nedějí (orig. Henry Poole Is Here) je americký dramatický film z roku 2008 režiséra Marka Pellingtona. Luke Wilson ztvárnil hlavní postavu Henryho Poolea, umírajícího muže, jehož věřící sousedé vidí ve skvrně od vody na jeho zdi obraz Ježíše Krista.

## Děj
Henry Poole trpící nespecifikovanou smrtelnou nemocí si koupí dům na předměstí Los Angeles, kde protrpěl těžké dětství a nyní tam čeká nevyhnutelné, vybaven whisky a mraženou pizzou. Jeho klidná dobrovolná samota je narušena vtíravou sousedkou Esperanzou Martinez, která trvá na tom, že vidí tvář Krista ve štukované zdi Henryho domu a je přesvědčena o jeho zázračných schopnostech, když z něj začne kapat krev. Brzy začne vodit na jeho zahradu poutníky a také otce Salazara z místní fary, aby požehnal posvátné vadě na zdi.
Henry se také seznámí s Dawn a její nemluvnou šestiletou dcerou Millie, která nepromluvila slovo od doby, kdy je před rokem opustil její otec. Dawn začne být rovněž přesvědčená o léčitelských schopnostech skvrny poté, co Millie začne mluvit, když se jí dotkne. Další vyléčenou je pokladní ze supermarketu Patience, která nosí silné brýle, ale její zrak je v pořádku poté, co se dotkne skvrny.
Stále nevěřící a frustrovaný věřícími, kteří se shromažďují u jeho domu, Henry obrázek zničí, ale při tom naruší i strukturu domu a roh domu na něj spadne. Když se v nemocnici probudí, je vedle něj Esperanza, Dawn a mluvící Millie. Henry je pak překvapen tím, že je zdravý a přijde na to, že je ochoten věřit v zázraky.

## Obsazení
| Luke Wilson      | Henry Poole        |
| Adriana Barraza  | Esperanza Martinez |
| Radha Mitchell   | Dawn Stupek        |
| Morgan Lily      | Millie Stupek      |
| George Lopez     | otec Salazar       |
| Rachel Seiferth  | Patience           |
| Richard Benjamin | Dr. Fancher        |
| Cheryl Hines     | Meg Wyatt          |